# Трансглобальна експедиція

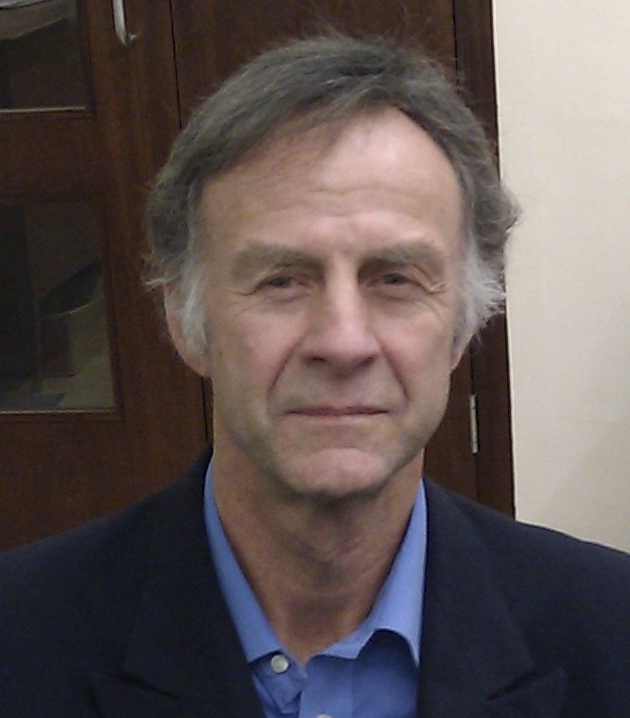
Ранульф Файннс

Трансглобальна експедиція 1979—1982 років — перехід поверхні Землі по меридіану через полюси, вперше здійснений британськими ентузіастами Ранульфом Файннсом і Чарльзом Бертоном.
2 вересня 1979 року вони відплили з Гринвіча, і на кораблі, автомобілях і снігоходах перетнули планету за маршрутом Гринвіч — Алжир — Абіджан — Кейптаун — SANAE I — Південний полюс (15 грудня 1980) — Скотт-Бейс — Крайстчерч — Сідней — Лос-Анджелес — Ванкувер — Доусон-Сіті — Алерт — Північний полюс (11 квітня 1982) — Шпіцберген — Гринвіч, повернувшись у вихідний пункт 29 серпня 1982 року.